# Wallonie malmédienne
Pour les articles homonymes, voir Wallonie (homonymie).

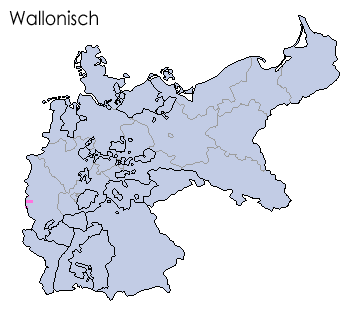
Cette carte illustre la place du wallon comme langue minoritaire de l'Empire allemand, avec 11.872 locuteurs selon le recensement du 1er décembre 1900

La Wallonie malmédienne ou Wallonie prussienne est une partie de l'ancien département de l'Ourthe transférée à la Prusse en 1815 par le Traité de Vienne, et annexée à la Belgique en 1919 à la suite du traité de Versailles. Elle couvre les communes de Waimes et Malmedy, les seules communes des Cantons de l'Est où l'on parle traditionnellement le français et le wallon.
Très majoritairement de langue wallonne et de religion catholique, en 1815, la région subit des tentatives de germanisation, notamment à l'époque du Kulturkampf initié par Bismarck. Cette politique rencontrera l'opposition d'une partie de la population incarnée par des prêtres catholiques comme Joseph Bastin et, surtout, Nicolas Pietkin, curé de Sourbrodt, qui ira jusqu'à prononcer ses homélies en wallon pour contourner l'interdiction de l'usage du français. 